# Ryan Wilson (rugbista)
Ryan Wilson (Aldershot, 18 maggio 1989) è un rugbista a 15 britannico, internazionale per la Scozia, che gioca nel ruolo di terza linea con i Glasgow Warriors nel Pro12.

## Biografia
Proveniente dalle giovanili del Moseley, venne scartato dall'accademia dei Wasps dopo avere subito un serio infortunio alla spalla. Approdò così, nel 2010, ai Glasgow Warriors con i quali iniziò a disputare il Pro12. Nato in Inghilterra ma eleggibile nella nazionale scozzese grazie alle origini del nonno materno, debuttò a livello internazionale con la Scozia affrontando il Galles a Murrayfield durante il Sei Nazioni 2013.
Il 2015 fu l'anno in cui vinse il campionato con il suo club, ma la stagione venne macchiata dalla sospensione di tre mesi, comminatagli dalla federazione scozzese, dopo essere stato riconosciuto colpevole di un'aggressione avvenuta in un fast food durante una festa di Halloween. Non poté disputare il Sei Nazioni 2015 ma, appena rientrato, fu convocato per la Coppa del Mondo di rugby 2015.

## Palmarès
- Pro12: 1
Glasgow Warriors: 2014-15